# Raoul Richard
Baron Raoul Eugène Guillaume Richard (Namen, 5 juni 1885 - Elsene, 11 maart 1962) was een Belgisch minister.

## Levensloop
Richard was een zoon van Jules Richard en van Eugénie Anthoine. Hij trouwde in 1910 met Valérie Lannoy (1888-1980) en ze kregen drie zoons en een dochter. De oudste zoon, Jules Richard (1911-1989) eindigde zijn carrière in de magistratuur als voorzitter van het Hof van Cassatie.
Richard was oorlogsvrijwilliger en werd erkend als vuurkruiser tijdens de Eerste Wereldoorlog. Hij promoveerde tot burgerlijk mijningenieur en elektrotechnisch ingenieur en werd topman van Sofina in 1938. Hij was de promotor van de eerste hydro-elektrische centrale in België.
Hij werd van 21 tot 27 februari 1939 minister van Economische zaken en Middenstand in een kortstondige regering-Pierlot I. In 1940 vluchtte hij naar Engeland en werd van 1943 tot aan de Bevrijding in de Londense regering onderstaatssecretaris voor bevoorrading.
In 1947 werd hij in de Belgische erfelijke adel opgenomen, met een bij eerstgeboorte overdraagbare baronstitel.
Richard bewoonde een statig hotel langs de Brugmannlaan. Het werd in 1986 aangekocht door het Brussels Hoofdstedelijk Gewest, dat van de grote tuin een publiek park heeft gemaakt en er de naam Abbé Froidure aan heeft gegeven, in herinnering aan deze sociaal actieve priester. Tijdens de Tweede Wereldoorlog was Edouard Froidure (1899-1971) politiek gevangene in Duitse concentratiekampen Esterwegen, Dachau, samen met een zoon van Richard : Jules Richard.  Marcel Richard, een tweede zoon, (Elsene, 1914 - Flossenburg, 28 januari 1945), overleefde het concentratiekamp niet.